# Julija Karol
Julija Uladsimirauna Karol (belarussisch Юлія Уладзіміраўна Кароль; international englisch Yuliya Karol; * 26. Juni 1991) ist eine belarussische Mittelstreckenläuferin, die sich auf den 800-Meter-Lauf spezialisiert hat.

## Sportliche Laufbahn
Karol ist zweimalige belarussische Meisterin im 800-Meter-Lauf, davon einmal im Freien (2:04,81 min, 2017) und einmal in der Halle (2:05,07 min, 2016).
2016 trat Karol bei den Olympischen Sommerspielen im brasilianischen Rio de Janeiro im 800-Meter-Lauf an, scheiterte mit einer Zieleinlaufzeit von 2:01,09 min jedoch bereits in der Qualifikation und musste sich mit dem insgesamt 33. Platz in dieser zufriedengeben.

### Persönliche Bestleistungen
- 400 m: 57,70 s (Wizebsk, 13. Mai 2010)
  - 400 m (Halle): 58,82 s (Mahiljou, 11. Februar 2011)
- 800 m: 2:01,09 min (Rio de Janeiro, 17. August 2016)
  - 800 m (Halle): 2:03,99 min (Minsk, 11. Februar 2017)
- 1000 m (Halle): 2:52,88 min (Madrid, 24. Februar 2017)
- 1500 m (Halle): 4:29,60 min (Mahiljou, 19. Februar 2017)
- 4 × 400 m: 3:40,82 min (Hrodna, 23. Juni 2016)
  - 4 × 400 m (Halle): 3:42,47 min (Mahiljou, 21. Februar 2016)